# Plebania de Santa Maria de Montblanc
La Plebania de Santa Maria de Montblanc és una obra del municipi de Montblanc (Conca de Barberà) inclosa en l'Inventari del Patrimoni Arquitectònic de Catalunya.

## Descripció
Es tracta d'un edifici de dues plantes amb coberta de terrat. La planta baixa és centrada per una porta amb un adovellat fals i dues finestres laterals en forma de fornícula. En el pis superior, tres obertures amb sengles balcons. Al cos central s'accedeix per unes escales. Les falses dovelles es prolonguen en el segon pis, amb un element sobresortint i llis que s'esdevé l'únic element "culte" del disseny de la façana, que podríem descriure d'estil neoclàssic-popular.

## Història
Des del segle xv el rector de la parròquia de Santa Maria de Montblanc rep el tractament de plebà. La plebania o rectoria està situada al costat de la façana principal de l'església, i va ser construïda entre 1886 i 1890, conjuntament amb l'edifici veí dels jutjats. És un casal de línies clàssiques amb elements derivats del gòtic civil, com els guardapols amb mènsules dels tres balcons.